# 上御霊前通
上御霊前通（かみごりょうまえどおり）は京都市内の東西の通りの一つ。東は賀茂川西岸（右岸）堤防上の加茂街道から、西は智恵光院通まで。全長は約1.9km。
通りの名称は応仁の乱勃発の地である御霊神社（上御霊神社）の門前を通ることからつけられた。
一筋北の鞍馬口通が北区の南限を通るため、上御霊前通が上京区を東西に貫くもっとも北の通りとなる。全区間にわたり、道幅は広くなく、通行量も少ない。
新町通から大宮通にかけては、寺院の集中する寺之内の一角である。他の区間は小規模な商店が点在し、市街地の住宅が並ぶ。
上御霊神社の南側については、かつて賀茂川（のちに琵琶湖疏水分線）の水を導いた水路（禁裏御用水）が西から東に流れており、寺町通の西側で南に流れを変え、相国寺の境内を通って御所まで通じていた。そのため、この区間については2車線の広い道となっている。

## 歴史
宝暦12年（1762年）刊の『京町鑑』によれば、東は上御霊神社の鳥居前から、西は水火天満宮までとし、江戸時代の古地図を見ると「天神辻子」（現在の堀川通の場所に位置した南北の通り（辻子））までとなっていたことがわかる。また、現在の小川通のそばを流れていた小川（こかわ）の西側については、北側に位置した扇町にちなみ「扇の辻子」とも呼ばれていた。また、妙覚寺と妙顕寺の間について「妙覚寺前の辻子」と記す地図もみられる。
明治末から大正時代初めにかけて、興聖寺と妙蓮寺の間の道が、天神辻子（堀川通）から大宮通まで拓かれ、通りの西端が大宮通以西とつながることになった。大正4年（1915年）刊の『京都坊目誌』には「上御霊に起こり。東へ寺町筋違橋に至り。西は若宮通西一町に至り。郡界大宮村に終る」と記される。
寺町通から加茂街道の間は、昭和初期の土地区画整理事業（高徳寺地区）により拓かれた。

## 主な沿道の施設
- 西園寺 寺町通上御霊前上ル
- 上御霊神社 上御霊前通烏丸東入
- 寺之内の諸寺院
  - 妙顕寺 上御霊前通新町西入 ただし正面は反対の寺之内通側
  - 妙覚寺 上御霊前通新町西入
  - 本法寺 小川通上御霊前下ル
  - 興聖寺 堀川通上御霊前上ル
- 裏千家学園 小川通上御霊前下ル
- 水火天満宮 堀川通上御霊前上ル
- 京都市立北総合支援学校 堀川通上御霊前角
- 櫟谷七野神社（いちいだにななのじんじゃ）上御霊前通智恵光院東入